# Rowlandius moa
Espèce
Rowlandius moa est une espèce de schizomides de la famille des Hubbardiidae.

## Distribution
Cette espèce est endémique de la province de Holguín à Cuba,. Elle se rencontre vers Moa.

## Description
Le mâle holotype mesure 2,65 mm et le mâle paratype 2,75 mm.

## Étymologie
Son nom d'espèce lui a été donné en référence au lieu de sa découverte, Moa.

## Publication originale
- Armas, 2004 : Una nueva especie de Rowlandius Reddell & Cokendolpher, 1995 (Schizomida: Hubbardiidae) de Cuba Oriental. Revista Iberica de Aracnologia, vol. 10, p. 211−214 (texte intégral).